# Orodamnis rhynchosporae
Orodamnis rhynchosporae is een halfvleugelig insect uit de familie schuimcicaden (Cercopidae). De wetenschappelijke naam van deze soort is voor het eerst geldig gepubliceerd in 1934 door China & Myers.